# سروش
سُروش یکی از ایزدان باستانی ایرانیان است. او از ایزدان بزرگی است که بر نظم جهان مراقبت دارد،
پیمان‌ها را می‌پاید و فرشتهٔ نگهبان خاص زرتشتیان است. علاوه بر این، روز هفدهم از هر ماه در ایران باستان، سروش نام داشت و مراسم دینی و جشن‌های ویژه‌ای برگزار می‌شده‌است که امروزه به فراموشی گراییده، اما سروش روز به ویژه در ماه فروردین از اعتبار ویژه‌ای در مراسم دینی برخوردار بوده که با شست‌وشوی تن و روان و به آتشکده رفتن و نیایش کردن همراه بوده‌است. این روز را روز باژ، یعنی روز زمزمه نیز می‌گفته‌اند.

## سروش امشاسپند یا ایزد

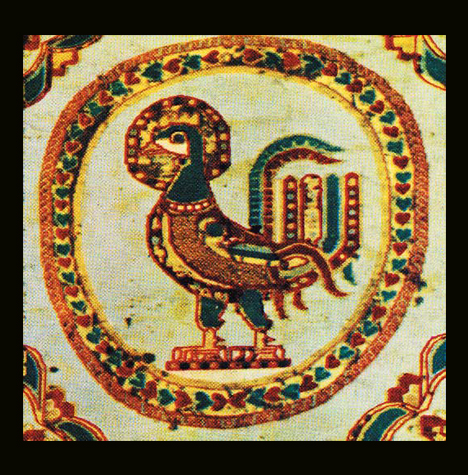
نقش خروس بر پارچه ساسانی

تعداد امشاسپندان هفت عدد است.با جدا شدن سپنت مینو از گروه امشاسپندان که در راس نیز قرار داشته برای حفظ عدد هفت ایزد سروش را وارد آنها کردند که گاهی نیز اخرین امشاسپند محسوب می شود.سروش گاهی به علت داشتن محبوبیت زیاد بین پیروان ایین ایران باستان در متون پهلوی اخرین امشاسپند معرفی میشود. زرتشتیان علاوه بر شش امشاسپند که وهومنه (بهمن)، اشاوهیشتا (اردیبهشت)، خشتروایریه (شهریور)، سپنته ارمی تی (سپندارمذ)، هروتات (خرداد)، امرتات (امرداد)، به دو امشاسپند دیگر با نام‌های گوشوروان (نگهبان حیوانات) و سروش (فرشتهٔ اطاعت) معتقد بودند. گاهی نیز معتقدند سروش انقدر در علو به مراتب بالا می رود او را جزو امشاسپندان حساب می کنند.

## ویژگی های سروش
همیشه بیدار است و نمی‌خوابد.او مخالف و دشمن هرگونه دروغ و دیو است.او بیشترین دشمنی را با دیو خشم دارد و همیشه در برابر بدی و خشم قرار میگیرد. او در نهایت دیو خشم را بعد از هزار و دویست سال از بین میبرد.

## مکان سروش
سروش که در اوستا به صورت مرغ سروشه که همان خروس است، ظاهر می‌شود، نماد اطاعت و تسلیم در برابر اهورامزدا به‌شمار می‌آید. سروش پیک ایزدی و همانند آپولو در اساطیر یونان و روم است. طبق باور آیین مزدیسنا، فرشتهٔ سروش بر فراز کوه البرز کاخی دارد، که با یک‌هزار ستون به خودی خود روشن و ستاره‌نشان است (یسنه ۵۷، بند ۱۰). گردونهٔ او را در آسمان، چهار اسب نر درخشان و تیزرو با سم‌های زرین می‌رانند. هیچ موجودی از ایشان پیشی نمی‌گیرد و بدین‌گونه است که او دشمنان خود را در هر کجا که باشند، دستگیر می‌کند.
در قدیمی‌ترین بخش اوستا یعنی بخش گاهان، آمده که سروش به همراه بهمن به سوی پرهیزکاران می‌آید و به هنگام پاداش و کیفر دادن به همراه اشی است.

## در شاهنامه
سروش در شاهنامه، نخستین بار، به صورت پری پلنگینه‌پوش ظاهر می‌شود. سروش، سیامک پسر کیومرث را از توطئه‌ها و دشمنی‌های اهریمن و خزروان دیو علیه پدرش آگاه می‌کند و او را به نبرد با آن برمی‌انگیزد. سیامک در این نبرد شتاب می‌کند و کشته می‌شود، کیومرث یک سال به سوگ فرزند می‌نشیند. بار دوم سروش بر او کیومرث آشکار می‌گردد و او را به سوک یک ساله رهنمون می‌کند.
| یکایک بیامد خجسته سروش    |  | بسان پری پلنگینه پوش       |
| بگفتش ورا زین سخن دربدر   |  | که دشمن چه سازد همی با پدر |
| سخن چون به گوش سیامک رسید |  | ز کردار بدخواه دیو پلید    |
| دل شاه بچه برآمد به جوش   |  | سپاه انجمن کرد و بگشاد گوش |

در دوران فریدون نیز سروش چند بار بر این پادشاه جلوه می‌کند. نخست در حملهٔ فریدون به قلمرو ضحاک یا همان کشور تازیان‌نوند محل اسکان یزدان‌پرستان و جای نیکان، فرشته‌ای بر او نازل می‌شود و او را از فوت و فن جهانداری و غلبه بر دشمن آگاه می‌سازد. فریدون از ارشاد و راهنمایی سروش می‌فهمد که او از ایزدان بوده و هرگز دروغ نمی‌گوید یا در صدد گمراه کردن وی نیست. سروش خوالیگر (آشپز) نیز بود. به قول حکیم طوس فریدون از وضع پیش آمده که هم بختش جوان بود و هم دولتش جوان، همچنین فرشته‌ای حوری سرشت در کنار خود می‌دید بسیار خوشحال بود. شاهنامه وصف این فرشته را که بر فریدون فرود آمد اینگونه نشان می‌دهد:
| چو از شب تیره‌تر گشت ازان جایگاه |  | خرامان بیامد یکی نیک‌خواه    |
| فرو هشته از مشک تا پای موی      |  | به کردار حور بهشتیش روی     |
| سوی مهتر آمد بسان پری           |  | نهانی بیامحتش افسونگری      |
| که تا بندها را بداند کلید       |  | گشاده به افسون کند ناپدید   |
| فریدون بدانست کان ایزدیست       |  | نه از راه پیکار و دست بدیست |

سروش برای بار دوّم فریدون را از کشتن ضحاک بازمی‌دارد و سپس، به وی فرمان می‌دهد تا ضحّاک را به کوه دماوند برد. توجیه سروش برای زنده ماندن ضحاک این بود که قتل او باعث بروز بلایای آسمانی خواهد شد و روان او را باید ایزدان بستانند.

## یادداشت
1. ↑  به معنی دعا و نیایش زیر لب، زمزمه، وِرد